# Chirurgia ogólna
Chirurgia ogólna (z grec. "cheir" - ręka, "ergon" - czyn, działanie, "cheirurgia" - praca wykonywana ręcznie) – priorytetowa dziedzina medycyny zajmująca się leczeniem, którego podstawą jest zabieg operacyjny narządów rozmieszczonych w niemal wszystkich rejonach ciała, oraz diagnostyką chorób wymagających takiego leczenia (potocznie oddział chirurgiczny w szpitalu). Chirurg ogólny w diagnostyce i leczeniu koncentruje się głównie na chorobach przewodu pokarmowego i narządów jamy brzusznej, urazach kończyn oraz chorobach skóry. Wyodrębniły się z niej  ginekologia, kardiochirurgia, ortopedia, stomatologia i wiele innych. Chirurg ogólny pomaga nie tylko w sytuacjach zagrażających życiu chorego, ale także wykonuje drobne zabiegi ramach tzw. małej chirurgii najczęściej w znieczuleniu miejscowym np.: oczyszczenie i opracowanie chirurgiczne ran powierzchownych, nacięcie ropnia, wycięcie kaszaka.
W Polsce chirurgia ogólna jest jedną ze specjalizacji lekarskich trwającą 6 lat (2 lata modułu podstawowego z chirurgii ogólnej i 4 lata modułu specjalistycznego z chirurgii ogólnej). Jest to jedna z wzajemnie uznawanych specjalizacji w krajach Unii Europejskiej. Konsultantem krajowym chirurgii ogólnej od 7 października 2024 roku jest prof. dr hab. Jerzy Sieńko.